# 戴夫·亞歷山大
大衛·麥可·亞歷山大（英語：David Michael Alexander，1947年6月3日—1975年2月10日）是美國音樂家，最為人知的身分是極具影響力的前龐克樂團丑角合唱團的原貝斯手。

## 生平
亞歷山大在密西根州懷特莫爾湖出生，在與家人搬到安娜堡後在高中遇見了羅恩與史考特·阿什頓兄弟。在羅恩賣掉他的機車後，三人買了機票前往英國去看谁人乐队的演出和「試著找到披頭四樂隊」。
亞歷山大與阿什頓兄弟很快就遇見了伊基·波普並與他在1967年組成丑角合唱團，雖然亞歷山大在貝斯上完全是個新手，但他學得很快，隨後更是一手創作、改編並演奏樂團前兩張專輯《The Stooges》和《Fun House》的所有歌曲。他在《The Stooges》中的〈We Will Fall〉、〈Little Doll〉和《Fun House》中的〈Dirt〉、〈1970〉所展現的主作曲人功力常在採訪中受波普和羅恩肯定。
亞歷山大於1970年8月因在鵝湖國際音樂節上酒醉無法表演而被解僱。

## 死亡
亞歷山大於1975年在安娜堡因患有胰腺炎而入院治療，之後死於肺水腫，得年27歲。

## 歌曲中的引用
麥克·瓦特在他的2004年專輯《The Secondman's Middle Stand》中的歌曲〈The Angel's Gate〉中提及了亞歷山大的名字，時逢丑角合唱團的復出和瓦特替補亞歷山大的位子。瓦特於2003年5月在科切拉音樂節與樂團演奏此歌曲，並穿著印有亞歷山大的T恤作為致敬。
伊基·波普在他的專輯《The Idiot》中歌曲〈Dum Dum Boys〉的口頭介紹亞歷山大說：
How about Dave?

OD'd on alcohol

## 外部鏈結
- 戴夫·亞歷山大在Open Up and Bleed的網站